# Jimmy Berliet
Jimmy Berliet (fl. XX secolo) è stato un direttore della fotografia francese, attivo principalmente durante il periodo del cinema muto e nei primi anni del sonoro.
Ha collaborato a numerose produzioni cinematografiche in Francia e in Italia, contribuendo con il suo stile visivo distintivo a diversi film di rilievo.

## Biografia
Le informazioni biografiche su Jimmy Berliet sono scarse. È noto per il suo lavoro come direttore della fotografia in diversi film europei tra gli anni '20 e '30. La sua carriera si è svolta principalmente in Francia, dove ha collaborato con registi di spicco dell'epoca.

## Filmografia parziale
- La Galerie des monstres, regia di Jaque Catelain (1924)
- Entr'acte, regia di René Clair (1924)
- Il fantasma del Moulin Rouge (Le Fantôme du Moulin-Rouge), regia di René Clair (1925)
- Il fu Mattia Pascal (Feu Mathias Pascal), regia di Marcel L'Herbier (1926)
- Il viaggio immaginario (Le Voyage imaginaire), regia di René Clair (1926)
- Un chien andalou - Un cane andaluso (Un chien andalou), regia di Luis Buñuel (1929) - non accreditato